# Robert Lis
Robert Lis (ur. 10 grudnia 1973 w Warszawie) – polski piłkarz ręczny i trener. Reprezentant Polski, w latach 2017–2020 szkoleniowiec MKS-u Lublin.

## Kariera zawodnicza
Wychowanek i kapitan Warszawianki, w której występował przez dziewięć sezonów (1991–2000). W najwyższej polskiej klasie rozgrywkowej rozegrał 279 meczów, w których rzucił 833 bramki. W sezonie 1993/1994 zdobył z warszawską drużyną Puchar Polski. W latach 2000–2011 był zawodnikiem francuskich zespołów: US Dunkerque HB, Paris Handball i Istres. W barwach Paris Handball występował w sezonie 2005/2006 w rozgrywkach Ligi Mistrzów, w której zdobył 11 goli. W sezonie 2006/2007 zdobył z Paris Handball Puchar Francji – w wygranym meczu finałowym z Pays d’Aix UC (28:21) zdobył jedną bramkę. Karierę zakończył w AZS-ie Uniwersytet Warszawski.
W reprezentacji Polski rozegrał 128 meczów, w których zdobył 260 goli. Podczas mistrzostw Europy w Szwecji (2002) zdobył siedem goli. Na mistrzostwach Europy w Słowenii (2004) rzucił cztery bramki. Uczestniczył ponadto w rozegranych w 2003 mistrzostwach świata w Portugalii. Karierę reprezentacyjną zakończył w 2004.

## Kariera trenerska
W sezonie 2012/2013 wraz z Witoldem Rzepką był trenerem AZS-u Uniwersytetu Warszawskiego, który zajął w I lidze 11. miejsce. W listopadzie 2013 został szkoleniowcem KPR-u Legionowo, z którym w sezonie 2013/2014 spadł z Superligi, zaś w sezonie 2014/2015 wygrał rozgrywki I ligi (25 zwycięstw w 26 meczach). W sezonie 2015/2016 prowadzony przez niego KPR zajął w Superlidze 6. miejsce. W maju 2016 odszedł z legionowskiej drużyny. Pod koniec października 2016 ponownie objął posadę trenera KPR-u Legionowo, prowadząc go do końca sezonu 2016/2017. W czerwcu 2017 został trenerem MKS-u Lublin. Stanowisko obejmował do kwietnia 2020 roku. Z lubliniankami zdobył trzy mistrzostwa Polski, Puchar Polski i Challenge Cup.
Od marca 2016 do maja 2017 był asystentem trenera reprezentacji Polski Tałanta Dujszebajewa.
22 marca 2021 został pierwszym trenerem Klubu Sportowego Azoty Puławy.

## Sukcesy
Warszawianka
- Puchar Polski:
  -  (1x) (1993/94)
- Mistrzostwa Polski:
  -  (2x) (1992/93, 1998/99)

US Dunkerque
- Mistrzostwa Francji:
  -  (1x) (2001/02)
- Challenge Cup:
  -  (1x) (2003/04)

Paris Handball
- Puchar Francji:
  -  (1x) (2006/07)
- Mistrzostwa Francji:
  -  (1x) (2004/05)
  -  (1x) (2005/06)

Istres
- Puchar Ligi:
  -  (1x) (2008/09)

MKS Lublin (jako trener)
- Mistrzostwa Polski:
  -  (3x) (2017/18, 2018/19, 2019/20)
- Puchar Polski:
  -  (1x) (2017/18)
- Challenge Cup:
  -  (1x) (2017/18)